# Olympische Winterspiele 2014/Teilnehmer (Paraguay)
| Gelbes Symbol für Goldmedaillen mit stilisierten Olympischen Ringen | Graues Symbol für Silbermedaillen mit stilisierten Olympischen Ringen | Braundes Symbol für Bronzemedaillen mit stilisierten Olympischen Ringen |
| ------------------------------------------------------------------- | --------------------------------------------------------------------- | ----------------------------------------------------------------------- |
| —                                                                   | —                                                                     | —                                                                       |

Paraguay nahm an den Olympischen Winterspielen 2014 in Sotschi mit einer Athletin in der Freestyle-Skiing-Disziplin Slopestyle teil. Es war die erste Teilnahme Paraguays an Olympischen Winterspielen.

## Sportarten

### Freestyle-Skiing
Frauen
| Slopestyle - Julia Marino 17. Platz |